# Symphurus ligulatus
Symphurus ligulatus är en fiskart som först beskrevs av Cocco, 1844.  Symphurus ligulatus ingår i släktet Symphurus och familjen Cynoglossidae. Inga underarter finns listade i Catalogue of Life.